# 私が天使だったらいいのに
「私が天使だったらいいのに」（わたしがてんしだったらいいのに）は、声優の國府田マリ子の曲。作詞は三浦徳子と國府田、作曲は松原みき、編曲は十川知司による。「まちぶせ」とのカップリングによる両A面シングル『私が天使だったらいいのに/まちぶせ』が3枚目のシングルとして1996年5月22日に発売された（8cmシングル）。品番はKIDA-7608。

## 解説
- 文化放送ラジオドラマ『ツインビーPARADISE 3』のエンディングテーマとして使用された。[2]
- アルバム『Happy!Happy!Happy!』にはアルバムバージョンで収録されており、シングルバージョンはベストアルバム『My Best Friend』でしか聴くことが出来ない。

## シングル収録曲
1. 私が天使だったらいいのに
  - 作詞：三浦徳子・國府田マリ子、作曲：松原みき、編曲：十川知司
2. まちぶせ
  - 作詞・作曲：荒井由実、編曲：新川博
  - 荒井由実（ユーミン）の作詞作曲で、石川ひとみが歌って大ヒットした（オリジナルは三木聖子）同名曲をカヴァー。ちなみにユーミン自身も國府田版の2か月後（1996年7月15日）に発売した自身のシングル曲としてセルフカヴァーしている。
3. 私が天使だったらいいのに（オリジナル・カラオケ）
4. まちぶせ（オリジナル・カラオケ）